# Musée des civilisations noires

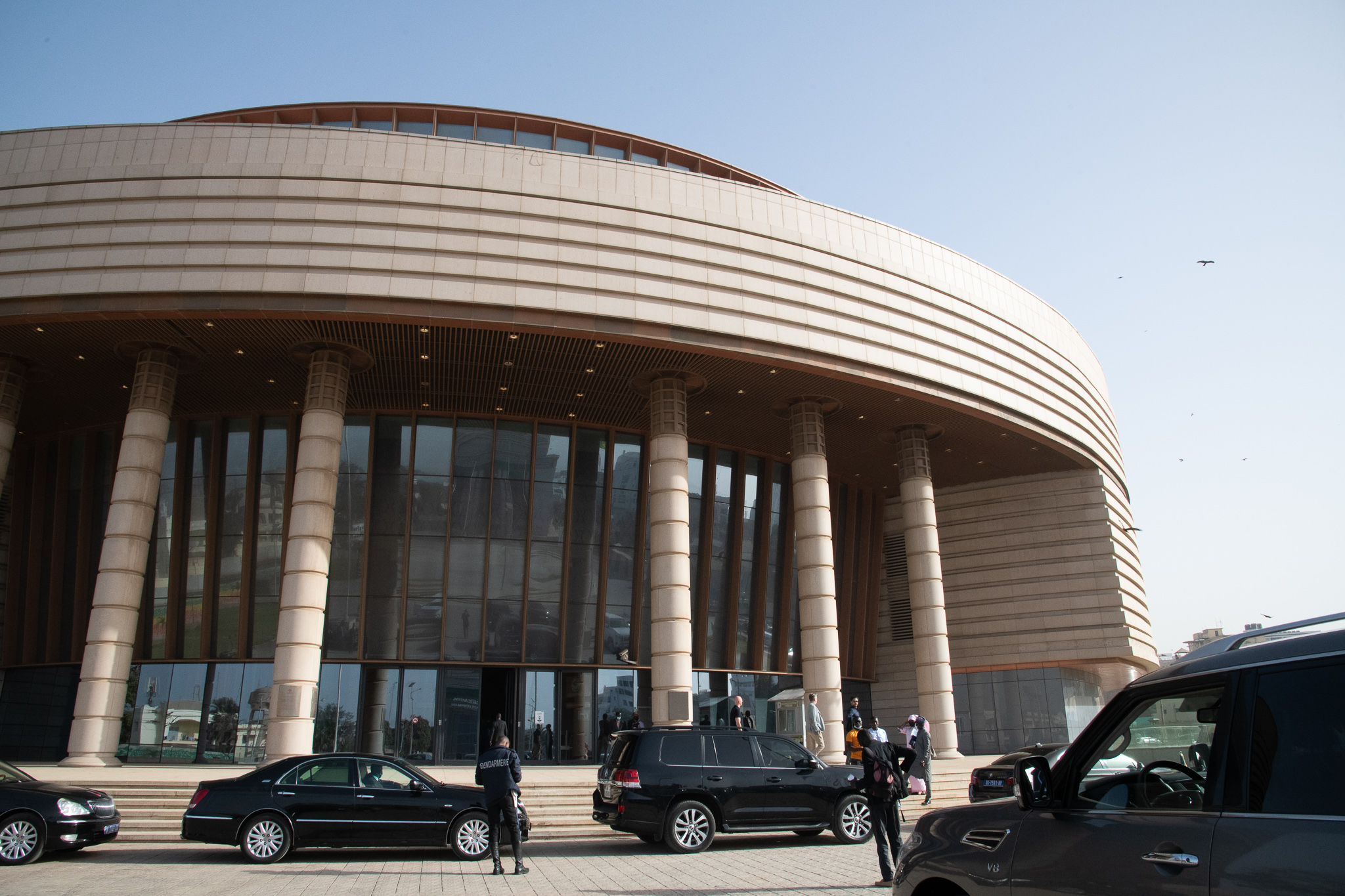
Außenansicht des Musée civilisations noires Dakar, 2022

Das Musée des civilisations noires, zu Deutsch „Museum der schwarzen Zivilisationen“, ist ein am 6. Dezember 2018 eröffnetes ethnologisches und kunsthistorisches Museum in der senegalesischen Hauptstadt Dakar.

## Geographische Lage
Das Museum ist Teil des neugeschaffenen Kulturparks in Dakar, der in Nachbarschaft des Hafenviertels im Stadtbezirk Dakar Plateau liegt und zu dem neben dem Museum auch das Große Nationaltheater, das Museum für zeitgenössische Kunst, die Nationalbibliothek mit dem Nationalarchiv, die Hochschule für Schöne Künste, die Architekturschule und der Musikpalast gehören.

## Geschichte
Die erste Idee für ein Museum aller schwarzen Zivilisationen und Kulturen entstand im Rahmen des ersten Festival Mondial des Arts Nègres (engl.: World Festival of Black Arts) 1966 in Dakar. Senegals erster Staatspräsident Léopold Sédar Senghor setzte sich besonders für die Idee ein, ein panafrikanisches Museum zu gründen, um das afrikanische Kulturgut nach den Jahrhunderten der europäischen Kolonisation sichtbar zu machen.
Erst 45 Jahre später, unter der Regierung des Staatspräsidenten Abdoulaye Wade konkretisierten sich die Planungen. Wade konnte dank der guten wirtschaftlichen und diplomatischen Verbindungen mit der Volksrepublik China eine chinesische Finanzierung in Höhe von 34,6 Millionen US-Dollar für das Museum sicherstellen. Die Grundsteinlegung für den Bau durch Wade fand am 21. Dezember 2011 im Beisein des chinesischen Botschafters statt.
Den Entwurf des Museums übernahm das Beijing Institute of Architecture, die Bauausführung die Shanghai Construction Group. Ursprünglich war eine Bauzeit von 28 Monaten geplant, die jedoch nicht eingehalten werden konnte; zwischen 2013 und 2015 waren die Bauarbeiten aufgrund des politischen Machtwechsels von Wade zu seinem Nachfolger Sall unterbrochen. Nachdem eine Eröffnung für November 2016 vorgesehen war, verzögerte sich diese erneut, sodass das Museum erst unter Wades Nachfolger Macky Sall am 6. Dezember 2018 eröffnet werden konnte. Erst einen Monat nach der offiziellen Eröffnung war es dann auch für das Publikum zugänglich.

## Konzept
Das Gebäude ist den traditionellen Rundhütten in Südsenegal nachempfunden. Es umfasst eine Fläche von gut 14.000 Quadratmetern Geschossfläche und eine Kapazität von bis zu 18.000 Exponaten. Bei der Eröffnung waren jedoch erst zwei der drei Etagen genutzt.
Das Museum hegt den Anspruch, unter Museumsdirektor Hamady Bocoum, Archäologe und Forscher der Cheikh-Anta-Diop-Universität, afrikanisches Wissen zu „dekolonisieren“ und sowohl Artefakte und Exponate Gesamtafrikas wie der Diaspora zu zeigen. Die erklärenden Ausführungen zur Geschichte sind aus einer dezidiert afrozentrischen Perspektive verfasst. Die ersten Ausstellungen des Museums zeigen Kunstwerke aus Mali und Burkina Faso, Kuba und Haiti. Auch andere Werke der Diaspora aus Brasilien und den USA sind zu sehen.
Im Zuge der Eröffnung forderte der senegalesische Staat alle Kunstwerke von Frankreich ein, die in der Zeit der Kolonisation „geraubt worden seien“ und sich in den Beständen der staatlichen französischen Museen befänden. Diese Forderung nach Restitution steht im Zusammenhang mit dem Bericht über die Restitution afrikanischer Kulturgüter, den die französische Kulturhistorikerin Bénédicte Savoy und der senegalesische Wissenschaftler Felwin Sarr im November 2018 im Auftrag des französischen Präsidenten verfasst hatten.